# Burggrafschaft Lille
Die Burggrafschaft Lille (französisch: Châtellenie de Lille, niederländisch: Kasselrij Rijsel) war ein früherer Verwaltungsbezirk der feudalzeitlichen Grafschaft Flandern. Das Gebiet der Burggrafschaft Lille wurde von einem sogenannten Burggrafen oder Kastellan (frz.: châtelain)  regiert, der ursprünglich von den Grafen von Flandern als eine Art Verwaltungsbeamter in dieses Amt eingesetzt worden war. Allerdings war dieses Amt bereits von Beginn an erblich.
Namensgebender Hauptort der Burggrafschaft war die heute in Nordfrankreich liegende Stadt Lille. Die Stadt Lille entwickelte sich rund um eine Burg, die Mitte des 11. Jahrhunderts von Graf Balduin V. von Flandern gebaut worden war und einen kleinen Bau aus dem Jahrhundert davor ersetzte. Diese Burg wurde von Balduin unter den Befehl eines Burggrafen (frz.: Châtelains) gestellt. Der französische König Philipp II. eroberte Lille 1214, gab die Stadt aber dem Grafen von Flandern zurück. Nach dem Krieg von 1297 blieb sie bis 1369 unter der Verwaltung eines königlichen Vogts (frz.: Bailli). Die Burggrafschaft wurde 1305 an den Herzog von Burgund verkauft, der die Stadt 1369 (als Graf von Flandern) zurückbekam.
Das Gebiet der Burggrafschaft Lille entspricht flächenmäßig ungefähr dem heutigen Arrondissement Lille. Da die französisch-niederländische Sprachgrenze in der Region im Mittelalter etwas weiter südlich verlief als heute, reichte das Territorium der Burggrafschaft Lille ursprünglich bis in den niederländischen Sprachraum hinein.

## Burggrafen von Lille
- Roger I., † 1098, Châtelain de Lille
- Roger II., 1096/1130 bezeugt, dessen Sohn
- Robert I., 1127/43 bezeugt, dessen Sohn
- Renaud I., Châtelain de Lille, 1133 bezeugt, wohl dessen Bruder
- Roger III., Châtelain de Lille, 1145 bezeugt, wohl dessen Bruder
- Robert II., Châtelain de Lille 1146/47, dessen Sohn
- Renaud II., Châtelain de Lille 1149/63, dessen Bruder
- Hugo, Châtelain de Lille 1166/69, dessen Bruder
- Jean I., † wohl 1200, Châtelain de Lille 1174, dessen Sohn
- Roger IV., † vor 1230, Châtelain de Lille, dessen Sohn
- Guillaume Le Plouich, † 1235, Châtelain de Lille, dessen Bruder
- Jean II., † 1244, dessen Neffe, Châtelain de Péronne et de Lille
- Jean III., † wohl 1276, Châtelain de Lille, dessen Sohn, verkauft die Châtellenie Péronne an Guillaume de Longuval, der sie an König Ludwig IX. weiterverkauft
- Jean IV., † 1291/92, Châtelain de Lille, dessen Sohn
- Roger V., Châtelain de Lille 1299/1302, dessen Bruder
- Jean V., X 1302, Châtelain de Lille, Sohn Jeans IV.
- Guyotte,† 1338, dessen Schwester, Châtelaine de Lille bis 1305, verkauft die Châtellenie Lille an den Herzog von Burgund; ⚭ Waléran II., Seigneur de Ligny, de Roussy et de Beauvoir, † 1354 (Haus Luxemburg-Ligny)
- Guy, † 1371, deren Enkel, Comte de Ligny, Seigneur de Roussy et de Beauvoir;
- Waléran III., † 1415, dessen Sohn, Comte de Ligny et de Saint-Pol, Connétable von Frankreich
- Johanna von Luxemburg, † 1407, dessen Tochter, Châtelaine de Lille, Tochter von Walram III. von Luxemburg, Graf von Saint-Pol und Ligny; ⚭ Antoine de Bourgogne († 1415), Herzog von Brabant und Limburg (Haus Burgund)